# 芒德城鎮區 (堪薩斯州林縣)
芒德城鎮區（英語：Mound City Township）為美國堪薩斯州林縣轄下的鎮區。2010年美国人口普查中該鎮區人口有1,281人。

## 地理
芒德城鎮區涵蓋總面積為129.08平方（49.84平方英里），其中127.55平方（49.25平方英里）為陸地，1.53平方（0.59平方英里）或1.18%為水域。海拔高度275（902英尺）。

## 人口統計
根據2010年美國人口普查，芒德城鎮區人口有1,281人，住房766戶，人口密度為9.92人/每平方公里。此鎮區居民之種族中，白人有1,235人，非裔美國人有7人，美洲原住民有9人，亞裔美國人有0人，太平洋島裔美國人有4人，其他種族有8人，混血種族則有18人。此外此鎮區有23人為西班牙裔或拉丁裔美國人。

## 交通

### 主要公路
- 7號堪薩斯州州道
- 31號堪薩斯州州道
- 52號堪薩斯州州道